# Rue du Docteur-Pesqué
La rue du Docteur-Pesqué à Aubervilliers, est une voie de circulation du centre de cette ville.

## Situation et accès
Située dans le centre historique d'Aubervilliers, c'est une des plus anciennes rues de la ville.
Appelée autrefois rue de Pantin, elle prolongeait la Grande-rue, aujourd’hui avenue de la République.
Elle croise la rue Achille-Domart, au niveau d'un central téléphonique installé dans les locaux de l'ancienne poste centrale de la ville.

## Origine du nom

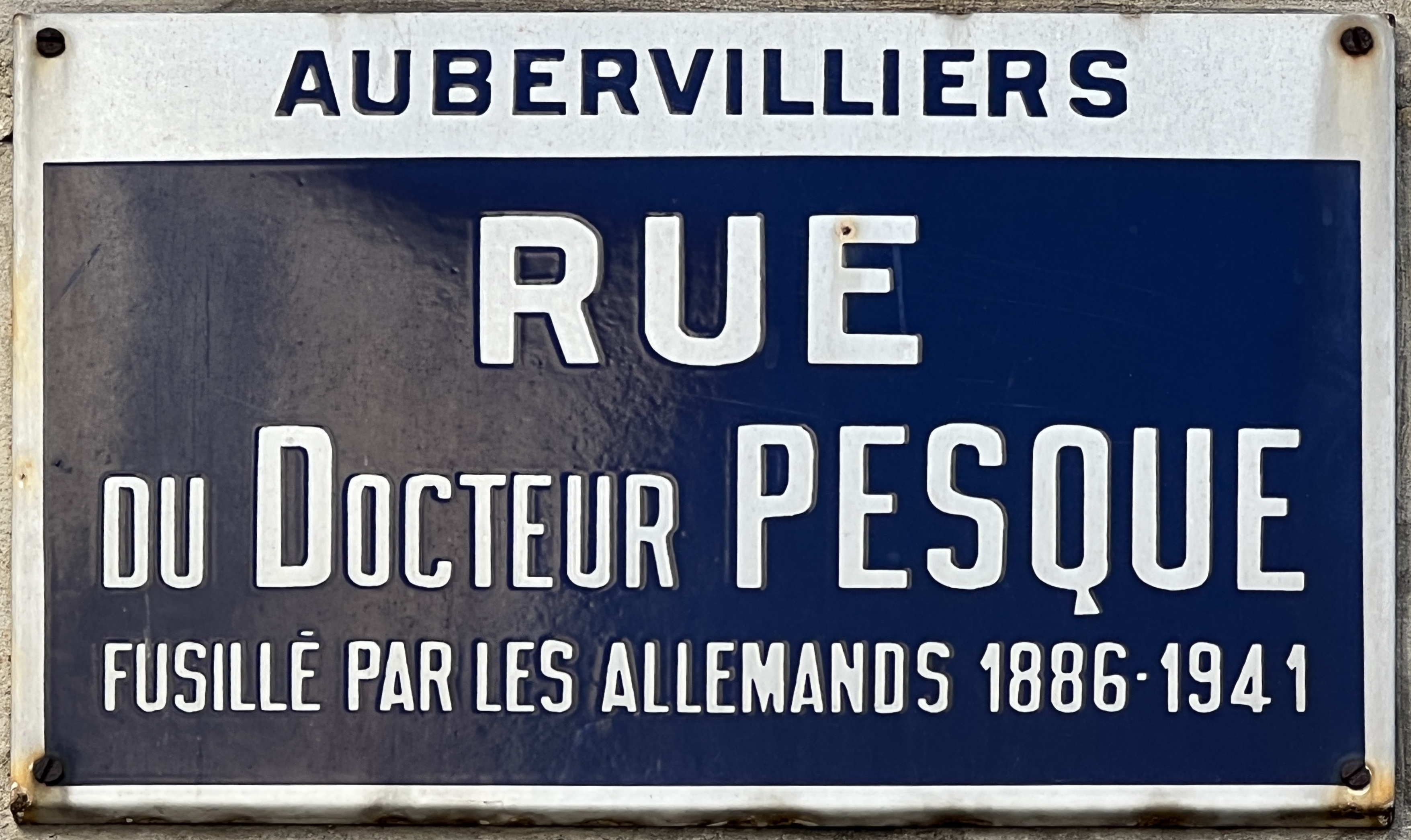
Plaque de la rue.

Après-guerre, fut attribué à cette rue le nom du docteur Antoine Pesqué, communiste très connu pour son dévouement et appelé « le médecin des malheureux ». Son cabinet de médecin se trouvait rue Ferragus. Il contribua à organiser la résistance du personnel sanitaire.
Arrêté en octobre 1940 ainsi que sa femme Georgette, il est condamné à un an de prison puis transféré au camp de Choisel. Il est fusillé comme otage le 22 octobre 1941 à la Sablière de Châteaubriant.

## Historique
Cette rue formait jadis une partie du chemin de Saint-Maur, où passaient les pèlerins se rendant à Saint-Denis. Il prit plus tard le nom de « rue de Pantin », qui fut renommée « rue du Docteur-Pesqué » le 31 août 1945. Son nom fut aussi attribué à un square et à un centre de santé.

## Bâtiments remarquables et lieux de mémoire
- Église Notre-Dame-des-Vertus d'Aubervilliers, longée par le passage Saint-Christophe, voie piétonne pavée, qui donne dans la rue.

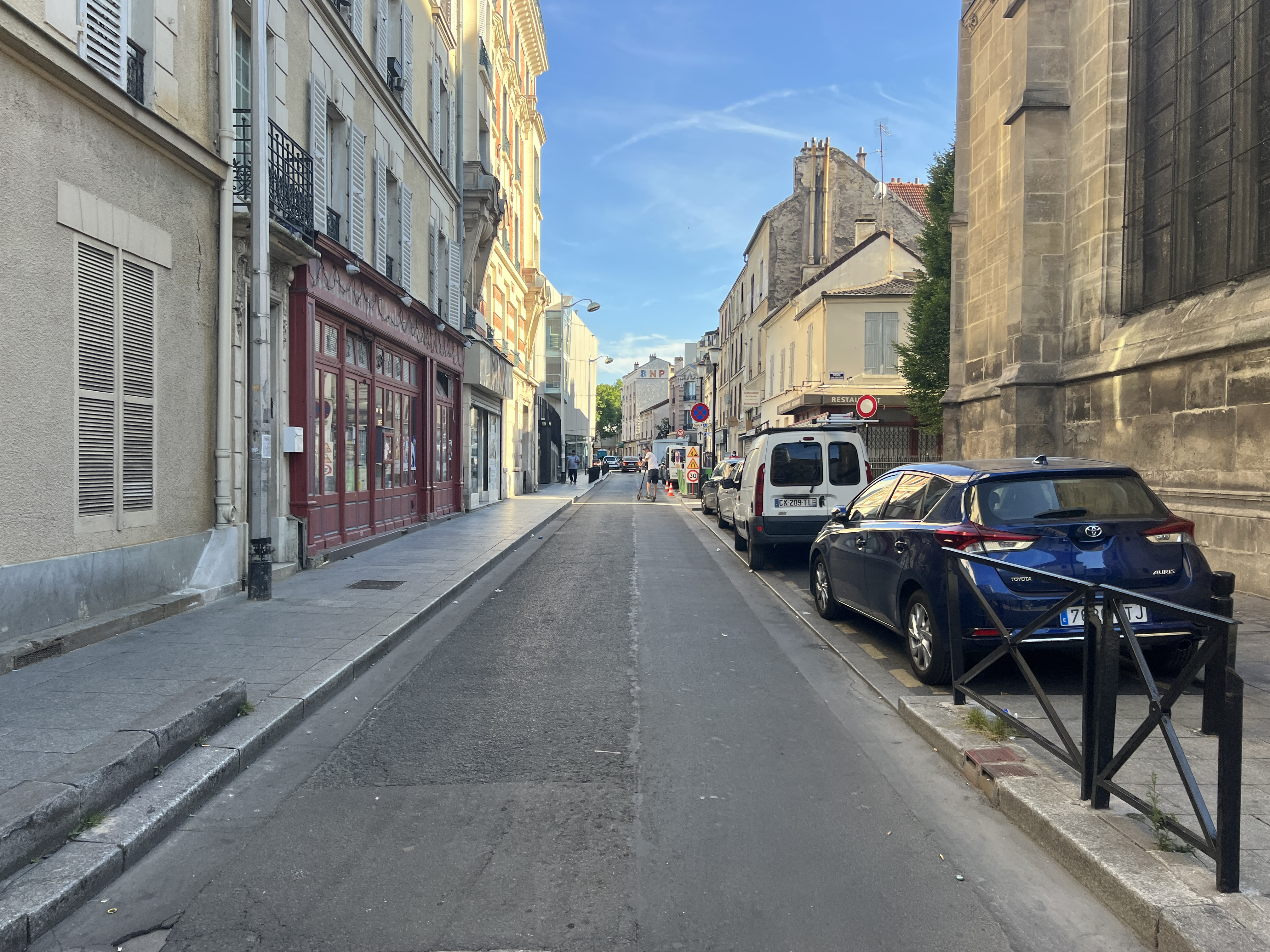
La rue en juillet 2022.
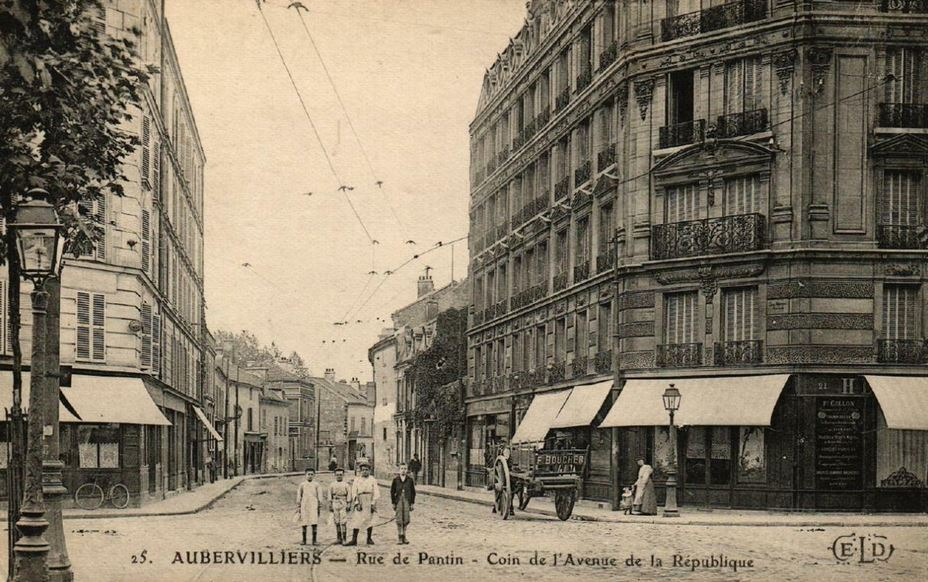
Rue de Pantin, au coin de l'avenue de la République.
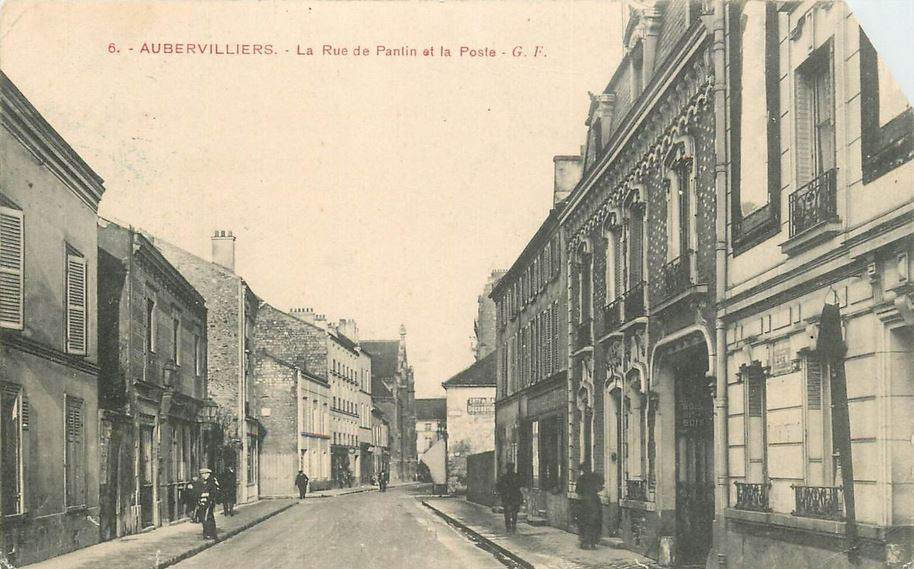
La rue de Pantin et la poste.